# Kävlinge köping
Denna artikel handlar om den tidigare kommunen Kävlinge köping. För orten se Kävlinge, för dagens kommun, se Kävlinge kommun.
Kävlinge köping var en tidigare kommun i Malmöhus län. 

## Administrativ historik
Kävlinge köping bildades 1946 genom en ombildning av Kävlinge landskommun där Kävlinge municipalsamhälle funnits sedan 23 augusti 1901. 1967 inkorporerade köpingen Dagstorps och Västra Karaby församlingar ur då upplösta Dösjebro landskommun. 1969 inkorporerades Furulunds köping, Södervidinge församling ur Teckomatorps landskommun samt Stora Harrie, Lilla Harrie och Virke församlingar ur Harrie landskommun. 1971 ombildades köpingen till Kävlinge kommun.
Köpingen hörde till Kävlinge församling.

## Köpingsvapnet
Blasonering: I grönt fält ett sexarmat kors av guld, bildat av en smal bjälke, en kavle och en ginkavle.
Vapnet fastställdes av Kungl. Maj:t för Kävlinge köping år 1955. Bilden syftar på sex i Kävlinge sammanstrålande järnvägar.  Efter kommunbildningen registrerades vapnet i PRV år 1975. Då var två av järnvägarna nedlagda.

## Geografi
Kävlinge köping omfattade den 1 januari 1952 en areal av 8,43 km², varav 8,25 km² land.

### Tätorter i köpingen 1960
I Kävlinge köping fanns del av tätorten Kävlingea, som hade 3 225 invånare i köpingen den 1 november 1960. Tätortsgraden i köpingen var då 92,9 procent.

## Politik

### Mandatfördelning i valen 1946-1968
| 19 | 6 |

| 25 |

| 17 | 4 | 4 |

| 25 |

| 16 |  | 4 | 4 |

| 25 |

| 16 | 2 | 3 | 4 |

| 23 |

| 17 | 2 | 3 | 3 |

| 23 |

| 17 | 5 | 4 | 4 |

| 28 |

| 25 | 8 | 4 | 3 |

| 36 |